# Притајено зло: Почетак
Притајено зло: Почетак (енгл. Resident Evil: Welcome to Raccoon City) акциони је хорор филм из 2021. године, у режији Јоханеса Робертса који је такође написао сценарио. Позајмивши елементе из прве и друге видео-игре које производи Capcom, рибут је филмске серије Притајено зло и седми играни филм по истоименој серији Resident Evilвидео-игара. Главне улоге глуме: Каја Скоделарио, Хана Џон Хејмен, Роби Амел, Том Хопер, Аван Џогија, Донал Лог и Нил Макдона. Смештен 1998. године, прати групу преживелих који покушавају да се извуку током појаве зомбија у Ракун Ситију.
Развој се одвијао почетком 2017. године, након што је приказан филм Притајено зло: Коначно поглавље, а продуцент Џејмс Ван је изразио интересовање за пројекат. Мартин Московиц, председник продукцијске куће Constantin Film, изјавио је да је у припреми рибут филмске серије. Истог месеца Ван је позван да продуцира рибут по сценарију Грега Руса. Касније је Робертс ангажован и као сценариста и као редитељ, а Ван и Русо су одустали од пројекта. Снимање је почело 17. октобра 2020. у Великом Садерију.
Премијерно је приказан 19. новембра 2021. у Гранд Рексу у Паризу. Добио је помешане критике, а похваљена је верност према прве две игре. Остварио је скроман комерцијални успех, зарадивши преко 41,8 милиона долара широм света у односу на буџет од 25 милиона долара, а био је на врху листе дигиталних изнајмљивања у прва три викенда после почетку приказивања.

## Радња
1980-их, Клер Редфилд и њен старији брат Крис су деца која живе у сиротишту у Ракун Ситију. Клер се спријатељила са Лисом Тревор, девојчицом на којој је експериментисао др Вилијам Биркин, запослени у корпорацији Umbrella, који надгледа сиротиште и води своја експериментална истраживања.
Године 1998. Клер се као стоперка враћа у Ракун Сити. Возач камиона случајно удари жену насред пута. Док се Клер и возач расправљају, жена устаје и нестаје у шуми. Доберман возача камиона лиже крв коју је оставила за собом и временом почиње да пени на устима, а затим и полуди. У међувремену, Леон С. Кенеди, полицајац-новајлија, нови у граду, примећује да власници ресторана цури крв из очију и повређену врану која је улетела у прозор.
Клер одлази у Крисов дом да га упозори на експерименте на које ју је упозорио Бред Бертолучи. Крис јој не верује, а њих двоје имају затегнут однос након што је она побегла из сиротишта. Након што Крис оде у полицијску станицу, дете проваљује у кућу, бежећи од своје мајке, која напада Клер. Мајка и дете изгледају болесно, обливени су крвљу и имају губитак косе. Клер им бежи на Крисовом мотоциклу.
У полицијској станици, тим се састаје са шефом Брајаном Ајронсом који им објашњава да је тим Браво нестао док је истраживао удаљену Спенсерову вилу. Алфа тим, који чине Крис, Џил Валентајн, Ричард Ејкен, Бреда Викерс и Алберт Вескер, одлази хеликоптером у вилу како би истражио. Шеф Ајронс покушава да се одвезе из града, али на њега пуцају припадници корпорације који пуцају на цивиле који покушавају да побегну како би могли да обуздају избијање вируса. Враћајући се у станицу, Ајронса напада зомби-пас возача камиона, али га Клер спасава.
Алфа тим убрзо открива да су вилу преплавили зомбији, након што Крис и Ричард наилазе на зомбије који једу тела припадника тима Браво. Ричард је поједен док се Крис бори са хордом. Хеликоптер тима слеће у вилу након што Бреда уједе зомби. Непознато својим саборцима, Вескер је оперативац неидентификоване странке, а задужен је за крађу Биркиновог вируса. Вескер оставља Валентајнову након што јој је рекао истину и улази у скривени пролаз који је откључао.
Клер и Леон узимају оружје и наилазе на Бена, који је закључан у ћелији. Полицијску станицу преплављују зомбији. Леон, Клер и Ајронс беже у сиротиште, тражећи тајни тунел који води до виле. Ликер убија Ајронса и напада Леона, али га Лиса спасава, која препознаје одраслу Клер и даје им кључеве тајног пролаза. Њих двоје откривају тајну лабораторију у којој је Umbrella вршила своје експерименте на деци попут близанаца Ашфорд.
Крис наставља да убија зомбије у вили, након чега се поново сусреће са Џил. Вескер унутар зграде сусреће др Биркина. У борби која је уследила, Биркин пуца на Вескера. Вескер му узврати пуцањем, а затим у самоодбрани убије Биркинову жену, док њега Џил упуца. Пре него што умре, Вескер јој каже да побегне подземним возом пре него што Umbrella уништи град, док за то време Биркин себи убризгава Г-вирус. Он почиње да мутира и напада Криса, пре него што га обори Клер која је управо стигла у лабораторију са Леоном.
Остављајући Биркина иза себе, Крис, Шери, Џил, Клер и Леон беже до воза, али бивају заустављени када су Ракун Сити и Спенсерова вила уништени, омогућавајући гигантској мутираној верзији чудовишта Биркина да их сустигне. Напада воз који је искочио из шина и хвата Клер. Чудовиште се спрема да поједе Клер када она ножем убоде оно што је остало од Биркиног лица. Крис покушава да убије чудовиште пуцајући у њега, али му понестаје метака, Леон затим диже чудовиште у ваздух ракетним бацачем. Како Umbrella наводи да није било преживелих цивила након уништења, петоро преживелих излази из железничког тунела, остављајући Ракун Сити за собом.
У сцени усред завршне шпице, Вескер се бори да изађе из торбе за тело. Тада му мистериозна жена даје наочаре за сунце и представља се као Ејда Вонг.

## Улоге
| Глумац          | Улога          |
| --------------- | -------------- |
| Каја Скоделарио | Клер Редфилд   |
| Хана Џон Кејмен | Џил Валентајн  |
| Роби Амел       | Крис Редфилд   |
| Том Хопер       | Алберт Вескер  |
| Аван Џогија     | Леон С. Кенеди |
| Донал Лог       | Брајан Ајронс  |
| Нил Макдона     | Вилијам Биркин |